# تیبوتوواوا
تیبوتوواوا (به لاتین: Tibbotuwawa) یک منطقهٔ مسکونی در سری‌لانکا است که در استان مرکزی (سری‌لانکا) واقع شده‌است.